# Philby
Philby ist ein englischer Familienname

## Namensträger
- Kim Philby (1912–1988), britisch-sowjetischer Doppelagent
- St. John Philby (1885–1960), britischer Arabist, Schriftsteller, Spion und Ornithologe